# Calciatore sudamericano dell'anno
Il Calciatore sudamericano dell'anno è un riconoscimento calcistico. È conferito annualmente al giocatore sudamericano che più si è distinto nella stagione precedente militando in una squadra affiliata alla CONMEBOL. 
Istituito nel 1971 dalla rivista sportiva venezuelana El Mundo, fu assegnato da quest'ultima fino al 1992 e fu considerato ufficiale fino al 1985. Nel 1986 la rivista sportiva uruguaiana El País istituì il titolo di Rey del Fútbol de América, che da allora è considerato il premio ufficiale.
I calciatori più vittoriosi sono il brasiliano Zico, il cileno Elías Figueroa e l'argentino Carlos Tévez, con tre affermazioni ciascuno.

## Albo d'oro

### Premio assegnato daEl Mundo
| Anno | Calciatore                 | Club               | Nazionalità |
| ---- | -------------------------- | ------------------ | ----------- |
| 1971 | Tostão                     | Cruzeiro           | Brasile     |
| 1972 | Teófilo Cubillas           | Alianza Lima       | Perù        |
| 1973 | Pelé                       | Santos             | Brasile     |
| 1974 | Elías Figueroa             | Internacional      | Cile        |
| 1975 | Elías Figueroa (2)         | Internacional      | Cile        |
| 1976 | Elías Figueroa (3)         | Internacional      | Cile        |
| 1977 | Zico                       | Flamengo           | Brasile     |
| 1978 | Mario Kempes               | Valencia           | Argentina   |
| 1979 | Diego Armando Maradona     | Argentinos Juniors | Argentina   |
| 1980 | Diego Armando Maradona (2) | Argentinos Juniors | Argentina   |
| 1981 | Zico (2)                   | Flamengo           | Brasile     |
| 1982 | Zico (3)                   | Flamengo           | Brasile     |
| 1983 | Sócrates                   | Corinthians        | Brasile     |
| 1984 | Enzo Francescoli           | River Plate        | Uruguay     |
| 1985 | Romerito                   | Fluminense         | Paraguay    |

### Premio assegnato daEl País
| Anno | Calciatore               | Club              | Nazionalità |
| ---- | ------------------------ | ----------------- | ----------- |
| 1986 | Antonio Alzamendi        | River Plate       | Uruguay     |
| 1987 | Carlos Valderrama        | Deportivo Cali    | Colombia    |
| 1988 | Rubén Paz                | Racing Avellaneda | Uruguay     |
| 1989 | Bebeto                   | Vasco da Gama     | Brasile     |
| 1990 | Raúl Amarilla            | Olimpia           | Paraguay    |
| 1991 | Oscar Ruggeri            | Vélez Sarsfield   | Argentina   |
| 1992 | Raí                      | San Paolo         | Brasile     |
| 1993 | Carlos Valderrama (2)    | Atlético Junior   | Colombia    |
| 1994 | Cafu                     | San Paolo         | Brasile     |
| 1995 | Enzo Francescoli (2)     | River Plate       | Uruguay     |
| 1996 | José Luis Chilavert      | Vélez Sarsfield   | Paraguay    |
| 1997 | Marcelo Salas            | River Plate       | Cile        |
| 1998 | Martín Palermo           | Boca Juniors      | Argentina   |
| 1999 | Javier Saviola           | River Plate       | Argentina   |
| 2000 | Romário                  | Vasco da Gama     | Brasile     |
| 2001 | Juan Román Riquelme      | Boca Juniors      | Argentina   |
| 2002 | José Cardozo             | Toluca            | Paraguay    |
| 2003 | Carlos Tévez             | Boca Juniors      | Argentina   |
| 2004 | Carlos Tévez (2)         | Boca Juniors      | Argentina   |
| 2005 | Carlos Tévez (3)         | Corinthians       | Argentina   |
| 2006 | Matías Fernández         | Colo-Colo         | Cile        |
| 2007 | Salvador Cabañas         | América           | Paraguay    |
| 2008 | Juan Sebastián Verón     | Estudiantes       | Argentina   |
| 2009 | Juan Sebastián Verón (2) | Estudiantes       | Argentina   |
| 2010 | Andrés D'Alessandro      | Internacional     | Argentina   |
| 2011 | Neymar                   | Santos            | Brasile     |
| 2012 | Neymar (2)               | Santos            | Brasile     |
| 2013 | Ronaldinho               | Atlético Mineiro  | Brasile     |
| 2014 | Teófilo Gutiérrez        | River Plate       | Colombia    |
| 2015 | Carlos Sanchez           | River Plate       | Uruguay     |
| 2016 | Miguel Borja             | Atlético Nacional | Colombia    |
| 2017 | Luan                     | Grêmio            | Brasile     |
| 2018 | Gonzalo Martínez         | River Plate       | Argentina   |
| 2019 | Gabriel Barbosa          | Flamengo          | Brasile     |
| 2020 | Marinho                  | Santos            | Brasile     |
| 2021 | Julián Álvarez           | River Plate       | Argentina   |
| 2022 | Pedro                    | Flamengo          | Brasile     |
| 2023 | Germán Cano              | Fluminense        | Argentina   |

## Statistiche

### Classifica per nazionalità
| Pos. | Nazione   | Vittorie |
| ---- | --------- | -------- |
| 1    | Brasile   | 15       |
| 2    | Argentina | 15       |
| 3    | Paraguay  | 5        |
| 3    | Cile      | 5        |
| 3    | Uruguay   | 5        |
| 6    | Colombia  | 4        |
| 7    | Perù      | 1        |

### Classifica per club
| Pos. | Squadra            | Titoli |
| ---- | ------------------ | ------ |
| 1    | River Plate        | 8      |
| 2    | Boca Juniors       | 4      |
| 2    | Internacional      | 4      |
| 2    | Flamengo           | 4      |
| 5    | Santos             | 3      |
| 6    | Argentinos Juniors | 2      |
| 6    | Corinthians        | 2      |
| 6    | Estudiantes        | 2      |
| 6    | San Paolo          | 2      |
| 6    | Vasco da Gama      | 2      |
| 6    | Vélez Sársfield    | 2      |
| 12   | Alianza Lima       | 1      |
| 12   | América            | 1      |
| 12   | Atlético Junior    | 1      |
| 12   | Atlético Mineiro   | 1      |
| 12   | Colo-Colo          | 1      |
| 12   | Deportivo Cali     | 1      |
| 12   | Fluminense         | 1      |
| 12   | Olimpia            | 1      |
| 12   | Racing Avellaneda  | 1      |
| 12   | Toluca             | 1      |
| 12   | Valencia           | 1      |
| 12   | Atlético Nacional  | 1      |
| 12   | Grêmio             | 1      |